# CACNA2D4
CACNA2D4‏ (Calcium voltage-gated channel auxiliary subunit alpha2delta 4) هوَ بروتين يُشَفر بواسطة جين CACNA2D4 في الإنسان.